# 그런 거 없다
그런 거 없다는 대한민국의 인터넷 관용구로, 상대를 속이기 위한 낚시에서의 사용이나 자학, 자조의 소재, 헛된 희망으로 쓰이는 등 다양한 뜻이 함축되어 있다.
당시 16부작으로 방영되었던 《내 이름은 김삼순》이 종영되면서 아쉬워했던 한 네티즌이 17부 그런 거 없다라는 문구를 타이틀 카드로 합성시킨 사진을 제작했는데 이에 많은 네티즌들이 속으면서 '드립'으로 굳어지게 되었다.
현재 밈으로서는 수명이 다한 상태이고, 2021년에는 디시인사이드의 '메이플스토리 갤러리'에서 페페 더 프로그의 바리에이션과 강호동의 '나만 아니면 돼'를 이용한 "그런거 없다 게이야"라는 표현이 사용되고 있다.